# Sicosaure
Els sicosaures (Sycosaurus) són un gènere extint de sinàpsids de la família dels gorgonòpids que visqueren a Àfrica durant el Permià superior. Se n'han trobat restes fòssils a Sud-àfrica i Tanzània. Eren animals carnívors. Eren gorgonops grossos, amb el crani de fins a 38 cm de llargada. En general, tenien el crani més robust que el dels altres rubidgeïns. Així mateix, l'os interparietal és força més ample que alt, mentre que el supraoccipital estava en una posició més aviat baixa. L'os jugal és tremendament estret a sota de la barra postorbitària. El nom genèric Sycosaurus significa 'llangardaix figa'.